# Dumping-szindróma
A Dumping-szindróma esetén a gyomor a csonkolás (gasztrektómia) miatt nem képes tároló szerepét betölteni, s hirtelen kerül a táplálék a patkóbélbe, ezért puffadás, hányás fordulhat elő korai tünetként, étkezést követően. Az étkezés után 10–20 perccel jelentkező, ún. korai dumping gyakoribb, mint a kései, amely az étkezés után 90–120 perccel jelentkezik. Amennyiben a tápanyagszükségletet nem pótolják megfelelően, alultápláltság jöhet létre. Ez a testtömegcsökkenés mellett egyes szervek működésében is károsodásokhoz vezethet: a bélbolyhok elsorvadhatnak, a csökkent bélperisztaltika miatt emésztési és felszívódási zavarok léphetnek fel.

## Diéta
- A beteg lassan és alkalmanként csak kis mennyiségeket egyen.
- Az étkezések között, és ne azok alkalmával igyon.
- Kerülje az erősen fűszeres ételek fogyasztását.
- Fogyasszon kevés szénhidrátot, de jelentős mennyiségű fehérjét.

## Gyógyszeres kezelés
- A gyógyszeres kezelésre adott válasz általában elégtelen.
- Az anticholinerg szerek vagy guargumi hatásos lehet.